# Dresden Inglês
É um diamante pesando 119 quilates, encontrado em 1857 no Rio Bagagem, atual município de Estrela do Sul (Minas Gerais).

## Origens do nome
O nome Dresden Inglês deriva seu nome do joalheiro E.H. Dresden, negociante de Londres, que comprou a pedra dos garimpeiros brasileiros e em seguida a encaminhou para ser lapidada pelo mestre Coster's de Amsterdã. Este já era um mestre renomado por ter trabalhado o diamante Estrela do Sul (diamante) em 1853 e o mais famoso de todos os diamantes históricos, o Koh-i-Noor, em 1852.

## Características
Após lapidado, o Dresden Inglês se tornou um diamante de 76,5 ct., incolor, famoso por ser uma pedra de uniformidade da cor e transparência excepcionais. Sendo totalmente incolor, a pedra é com certeza classificada como tipo IIa, que corresponde 1-2% dos diamantes encontrados na natureza.

## História
O Dresden Inglês é um diamante único em pureza e claridade, mas também pela sua extraordinária história paralela ao famoso diamante brasileiro Estrela do Sul . Ele foi descoberto 4 anos depois do Estrela do Sul, na mesma região, comprado pelos mesmos agentes, lapidados pelo mesmo artífice, enviados para Índia pelo mesmo joalheiro, comprados pelo mesmo Marajá (título) indiano e montados no mesmo colar. A única diferença entre eles, é o tamanho, sendo o Dresden Inglês menos da metade do Estrela do Sul e a cor, o Dresden é incolor e o Estrela do Sul é rosa cobreado.